# Lijst van burgemeesters van Vlaardinger-Ambacht
Dit is een lijst van burgemeesters van de voormalige Nederlandse gemeente Vlaardinger-Ambacht tot die in 1941 opging in de gemeenten Vlaardingen en Schipluiden.
| Ambtsperiode | Naam burgemeester                       | Partij of stroming | Bijzonderheden                                                             |
| ------------ | --------------------------------------- | ------------------ | -------------------------------------------------------------------------- |
| 1817 - 1844  | Pieter Verkade                          |                    | tot 1825 schout, tevens schout/burgemeester van Zouteveen                  |
| 1844 - 1852  | Abraham van Linden van den Heuvell      |                    |                                                                            |
| 1852 - 1853  | L. Knappert                             |                    | tevens burgemeester van Kethel en Spaland, Zouteveen en Nieuwland          |
| 1853 - 1867  | Abraham van Linden van den Heuvell      |                    | tevens burgemeester van Zouteveen (ging in 1855 op in Vlaardinger-Ambacht) |
| 1867 - 1903  | Johan George van Linden van den Heuvell |                    | tevens burgemeester van Kethel en Spaland (1867-1882), zoon van voorganger |
| 1903 - 1919  | Hugo (H.) de Bordes                     | ARP                | later burgemeester van Bussum                                              |
| 1920 - 1941  | J. Luijerink                            |                    |                                                                            |